# Caran d’Ache
Caran d’Ache («Каран д’Аш») — швейцарская компания, выпускающая письменные принадлежности и товары для живописи.
Наряду с дорогими моделями Caran d’Ache также выпускает несколько популярных серий недорогих авторучек.

## Продукция
Caran d’Ache выпускает четыре вида письменных принадлежностей: перьевые ручки, шариковые ручки, роллеры, карандаши.

## Происхождение названия
Швейцарский предприниматель Арнольд Швейцер (1885—1947) основал компанию Caran d’Ache в 1915 году, назвав её в честь знаменитого французского карикатуриста Прекрасной эпохи, Эммануэля Пуаре.
Пуаре подписывал свои работы псевдонимом Caran d’Ache, который и стал названием и логотипом торговой марки.

## История
В 1929 году компания разработала свой первый механический карандаш — Fixpencil. Этот карандаш пользовался большим успехом, что дало компании возможность приступить к выпуску линии золотых и серебряных письменных принадлежностей с ручной гравировкой.
В 1930-х годах появился первый карандаш Ecridor из золота или серебра, украшенный гравировкой.
В 1953 году компания выпустила шариковую ручку Caran d’Ache Ecridor, которая выпускается до сих пор.
В 1970 году была представлена коллекция Madison, в которую впервые вошла перьевая ручка.
В 1978 году марка Caran d’Ache создала серию зажигалок, отличающихся дополнительным резервуаром с газом.
1983 год был ознаменован выпуском коллекции ручек Caran d’Ache Hexagonal .
С 1994 года компания Caran d’Ache выпускает ограниченные серии ручек и зажигалок Private Collection, рассчитанных на коллекционеров и ценителей роскоши.
Первая коллекция называлась Geneva и состояла из 2000 перьевых и 2000 шариковых ручек, покрытых розовым золотом.
В этом же году была создана «Алмазная коллекция», первым экземпляром которой была шариковая ручка Caran d’Ache Madison из золота с белыми бриллиантами общим весом, которая занесена в «Книгу рекордов Гиннеса» как самая дорогая шариковая ручка в 1995 году.
В 1998 году на базе коллекции Geneve марка Caran d’Ache выпускает коллекцию ручек Leman.
В 1999 году была выпущена перьевая ручка Caran d’Ache La Modernista Diamonds, изготовленная из серебра и украшенная 5072 бриллиантами и 96 рубинами. Эта ручка занесена в «Книгу рекордов Гиннеса» как «Самая дорогая ручка 2001 года».
В 2008 году ручка Caran d’Ache 1010, посвящённая искусству швейцарских часовщиков, стала «Ручкой года» по мнению экспертов журнала Pen World.